# Bibliomediateca di Cinema e Fotografia "Mario Gromo"
La Bibliomediateca di Cinema e Fotografia Mario Gromo è una biblioteca di Torino dedicata al cinema e alla fotografia fra le più importanti in Italia con un patrimonio di oltre 100.000 unità bibliografiche (25.000 volumi e circa 75.000 fascicoli di periodici sulla storia dell'immagine oltre a documenti su festival, mostre, rassegne, manifestazioni cinematografiche e fotografiche a livello internazionale.

## Storia
La storia della biblioteca è strettamente congiunta a quella del Museo Nazionale del Cinema, sorto per iniziativa di Maria Adriana Prolo (1908-1991), che aveva iniziato a raccogliere materiali e documenti per una storia del cinema muto italiano.
Il 7 luglio del 1953 lo sceneggiatore Augusto Sebastiano Ferraris (noto col nome di Arrigo Frusta), il gestore di sale cinematografiche Carlo Giacheri, il critico cinematografico Mario Gromo, Leonardo Mosso, il regista Giovanni Pastrone, Maria Adriana Prolo e il giornalista Giordano Bruno Ventavoli, fondarono l'"Associazione museo del cinema", con direttore a vita la Prolo, iniziatrice delle raccolte. Tutto il materiale del museo avrebbe dovuto in seguito divenire proprietà del comune di Torino.
Parallelamente alle raccolte museali, al piano terra di Palazzo Chiablese in Piazza San Giovanni, venne creata la Biblioteca dell'associazione. Il primo importante nucleo librario fu costituito dal fondo "Mario Gromo", riguardante i testi appartenuti al giornalista, critico e studioso di estetica cinematografica.
Nel 1984 il museo e l'annessa biblioteca vennero chiusi, per ragioni di sicurezza. Il 10 dicembre 1986 la biblioteca fu quindi separata dalle raccolte museali, per essere ospitata temporaneamente nella nuova sede nel complesso monumentale dell'ex chiesa del Cimitero di San Pietro in Vincoli. I tre locali a disposizione dell'istituzione, si rivelarono tuttavia presto insufficienti.
Nel 1991, dopo la scomparsa della fondatrice delle raccolte, pervenne ad incrementare la consistenza del patrimonio anche il fondo "Maria Adriana Prolo".
Altri fondi, pervenuti nel corso del tempo, sono stati quelli intestati ad "Antonio Baracco", "Ermete Santucci", "Guidarino Guidi", "Benedetto Fiore", "Alberto Blandi", "Italo Dragosei", "Vieri Niccoli", "Laura Colonnetti", "Filippo Algardi", "Giulio Corinaldi", "Italo Bertoglio", dell'"Associazione fotografica italiana". Particolarmente ricco il fondo dello storico della fotografia "Michele Falzone del Barbarò".
Il problema degli spazi insufficienti è stato risolto nel luglio 2008 con il trasferimento dell'istituzione in una nuova sede in via Matilde Serao, nel quartiere Pozzo Strada (Circoscrizione 3).